# Jörg Thomas Engelbert
Jörg Thomas Engelbert (* 25. November 1961 in Potsdam) ist ein deutscher Historiker und Südostasienwissenschaftler, insbesondere Vietnamist.

## Leben
Nach dem Abitur an der EOS „Gerhart Hauptmann“ in Berlin-Friedrichshagen und dem Wehrdienst bei der NVA studierte Engelbert von 1982 bis 1987 Vietnamistik und Geschichte an der Sektion Asienwissenschaften der Humboldt-Universität zu Berlin. Anschließend war er als wissenschaftlicher Assistent im Lehr- und Forschungsgebiet Internationale Beziehungen in Asien der Humboldt-Universität tätig, wo er 1990 in Vietnamistik mit magna cum laude promovierte. Einen einjährigen Forschungsaufenthalt verbrachte er 1992/93 an der Universität Ho-Chi-Minh-Stadt. Als wissenschaftlicher Mitarbeiter blieb Engelbert bis 1999 an der Humboldt-Universität, zuletzt am Seminar für Südostasienstudien. Dort habilitierte er 2000 und erhielt die venia legendi (Lehrbefugnis) im Fach Geschichte Südostasiens. Von 2000 bis 2002 war Engelbert Mitarbeiter im von Hans Dieter Kubitscheck geleiteten DFG-Projekt zu ethnischen Entwicklungen und Politik in den südlaotischen Provinzen Champasak und Attapeu (Boloven-Plateau). 
Seit 1. Oktober 2002 lehrt er als Professor für vietnamesische Sprache und Kultur am Asien-Afrika-Institut der Universität Hamburg.

## Schriften (Auswahl)
- mit Christopher Goscha: Falling out of touch. A study on Vietnamese communist policy towards an emerging Cambodian communist movement, 1930–1975. Clayton 1995, ISBN 0-7326-0604-7.
- Staatskapitalismus unter der Führung einer nationalistischen Partei. Zur gegenwärtigen Diskussion des Zusammenhanges zwischen ökonomischem Pragmatismus und politischer Legitimierung der Kommunistischen Partei in Vietnam. Berlin 1997, OCLC 41131428.
- als Herausgeber mit Andreas Schneider: Ethnic minorities and nationalism in Southeast Asia. Festschrift, dedicated to Hans Dieter Kubitscheck. Frankfurt am Main 2000, ISBN 0-8204-4709-9.
- Die chinesische Minderheit im Süden Vietnams (Hoa) als Paradigma der kolonialen und nationalistischen Nationalitätenpolitik. Frankfurt am Main 2002, ISBN 3-631-38940-X.